# Волута
Волута (лат. volutum- повијеница) у архитектури је спирално повијање профила које карактерише јонски капител. Центар овог увијања назива се „око” волуте. У античкој грчкој архитектури двострука волута битан је саставни део капитела јонског стила, а појављује се и на капителима коринтског и композитног реда. Овај орнамент је и незаобилазни елемент ренесансне и барокне архитектуре, неокласицизма и еклектичарских стилова XIX века; среће се и на намештају, предметима од метала и сл.